# Тайши
Тайши (тайша́; монг. тайш, бур. тайшаа) — у монгольських народів вождь, старійшина більш-менш широкої родової групи. Подібно до ханів і хунтайджі, тайши у ойратів зараховувалися до категорії старших власників, але займали дещо підлегле становище.
Спочатку титул тайши набувався племінними вождями, що не належали до нащадків Чингісхана, але мають дружину з роду Борджигін, на противагу титулу тайджи, який носили всі нащадки Хубілая. Титул успадковувався старшим сином чи найстарішим у роду. Разом із званням до спадкоємця переходило управління родовим улусом. Якщо старша лінія тайші вимирала, місце її займав найстарший родич з найближчої родової гілки; улус останнього у разі переходив до третьої родової гілки. Молодші сини тайши отримували на спад невеликі улуси, визнаючи верховенство старших у роді, і платили їм данину, певну чи символічну.
Не будучи чингізидами, тайши не мали права на посідання загальномонгольського престолу, проте в 1453 Есен-тайши узурпував титул великого хана Північної Юань. Тайші Хо-Урлюк є засновником самостійної держави торгоутів — Калмицького ханства.
У калмиків тайши були зобов'язані допомагати нойонам під час війни, а в мирний час брати участь у княжій раді, за що вони отримували щороку по сотні баранів. У бурятів звання тайши було мало поширене в період їх входження до складу Московії, проте згодом зі створенням степових дум і відомств набуло застосування, але з суттєвими обмеженнями компетенції тайшів. З другої половини ХІХ століття бурятські тайші стали обиратися: спочатку довічно, потім терміном три роки; при цьому походження приділялася невелика увага. Тайші обиралися загальнодумським сугланом, тобто зборами представників від усієї думи чи відомства, і затверджувалися на цій посаді іркутським генерал-губернатором.